# Radler

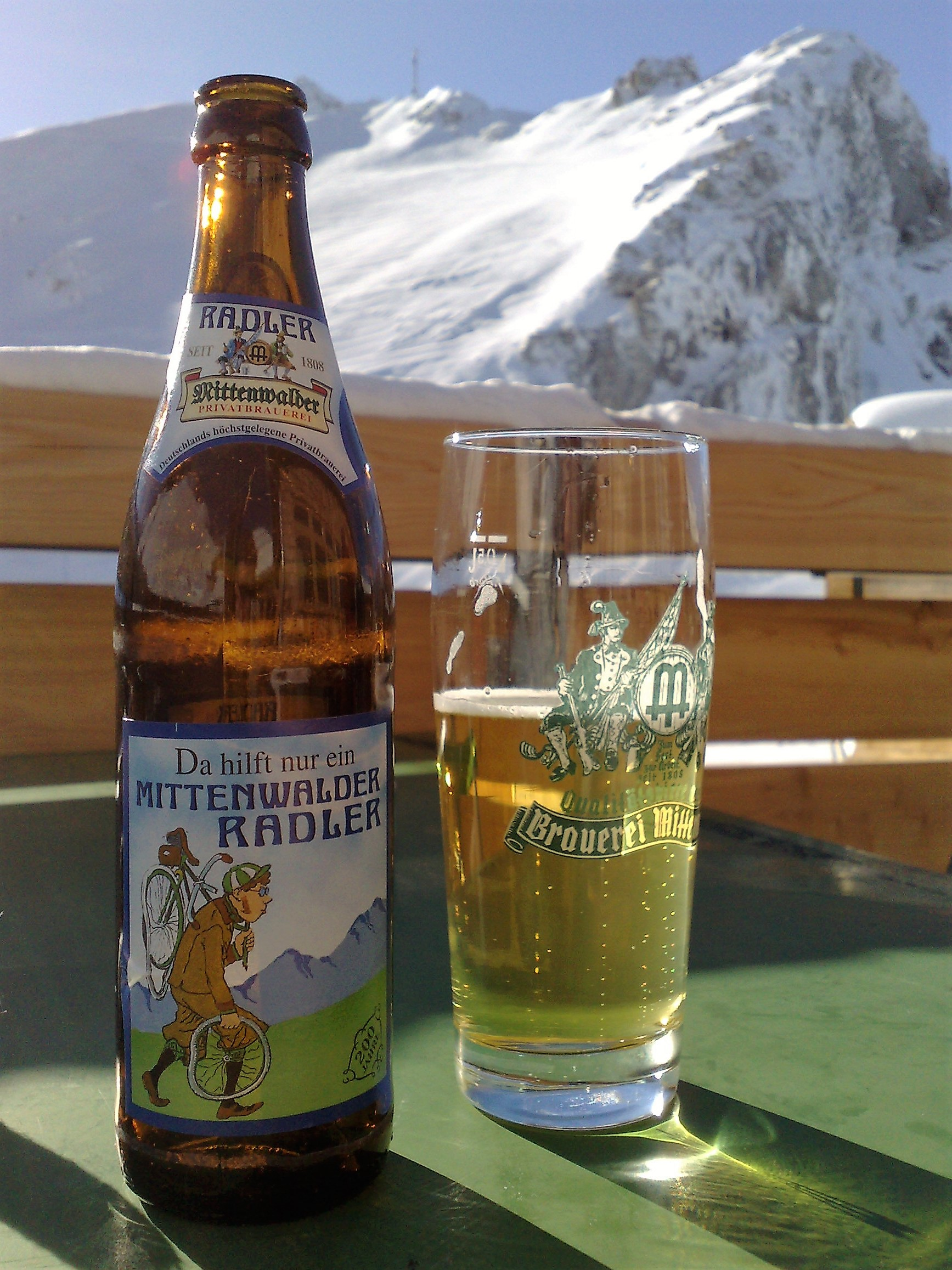
Piwo Mittelwalder Radler

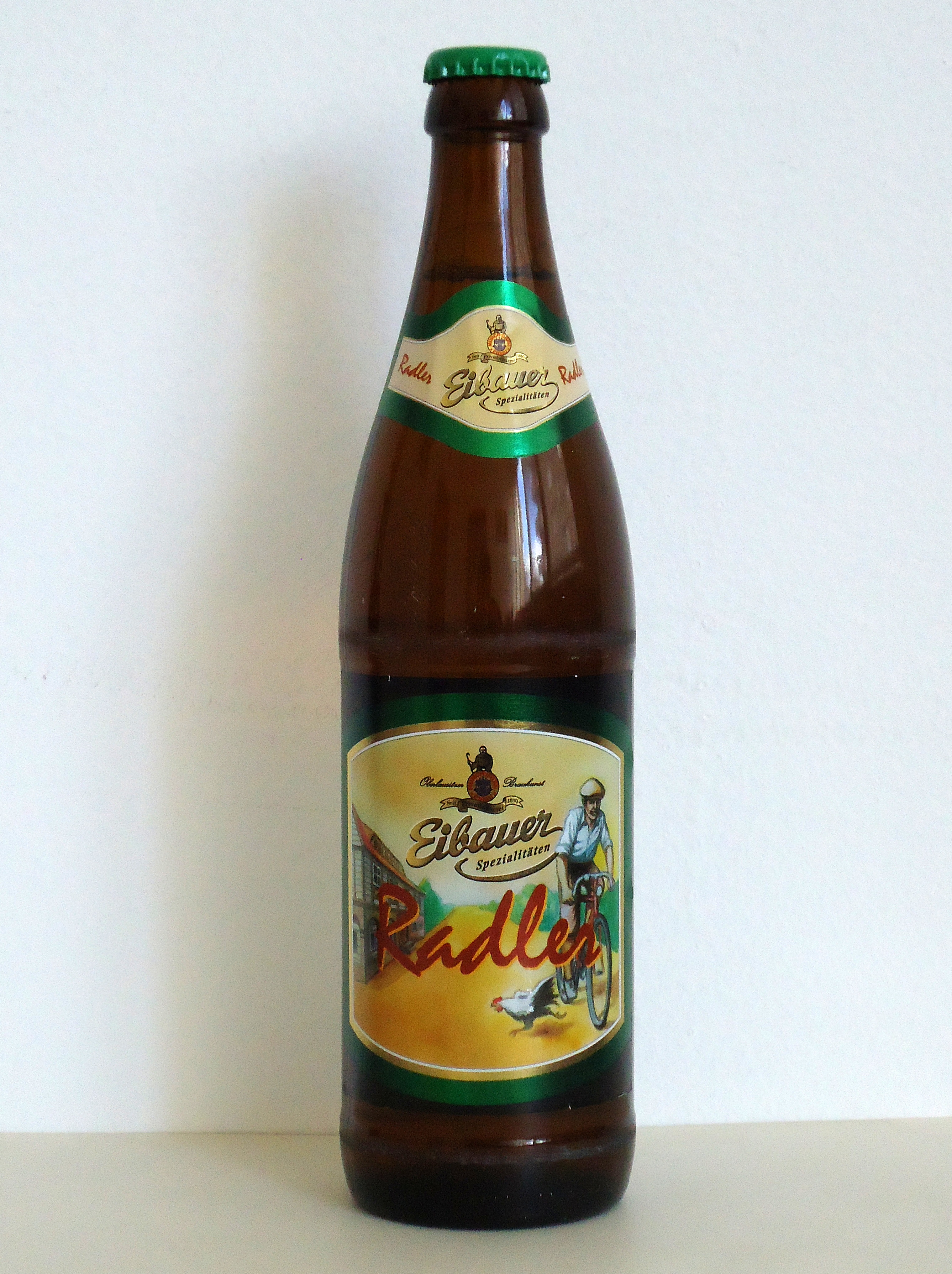
Piwo Eibauer Radler

Radler – niemiecka nazwa napoju niskoalkoholowego będącego połączeniem jasnego piwa i zwykle cytrusowej lemoniady lub innego napoju bezalkoholowego.  Proporcje składników mogą wynosić 60% jasnego piwa i 40% lemoniady, chociaż występują także inne kombinacje. Oprócz gotowego wyrobu sprzedawanego w butelkach lub puszkach podaje się w pubach i restauracjach świeżo zmieszane piwo z lemoniadą. Definicja ta nie obejmuje natomiast piw smakowych i aromatyzowanych, które zawierają typową dla piw klasycznych zawartość alkoholu
Napoje typu radler charakteryzują się niską zawartością alkoholu i dobrymi walorami orzeźwiającymi. Napój często jest mętny. Smak radlera ma zredukowaną goryczkę ze względu na obecność lemoniady.

## Historia
Radler wywodzi się z południowych Niemiec. Według legendy jego historia rozpoczęła się w roku 1922, kiedy Franz Xaver Kugler, właściciel gospody Kugler-Alm w bawarskich Alpach gościł grupę rowerzystów górskich. Kończyło mu się piwo, a nie chcąc mieszać go z wodą stworzył dla swoich gości mieszankę piwa z sokiem cytrynowym, nazywając ją Radlermass. Słowo Radler oznacza w dialekcie bawarskim cyklistę, a mass litr piwa.

## Nazwy napoju w Europie
- clara – Hiszpania
- panaché – Francja, Szwajcaria
- panasch – niemieckojęzyczne regiony Szwajcarii
- pivní mix – Czechy
- shandy – Irlandia, Wielka Brytania[2]

### Nazwy produktów nadane przez producentów
- Karlovacko Radler – Chorwacja
- Gambrinus Řízný citrón, Gambrinus Šťavnatý grep, Gambrinus Limetka & bezinka, Staropramen Cool Lemon, Staropramen Cool Grep, Staropramen Cool bílé hrozny & aloe vera, Zlatopramen Radler grapefruit, Zlatopramen Radler citrón, Zlatopramen Radler pomeranč a zázvor, Samson Radler lemon, Samson Radler Grapefruit, Samson Radler Špeck, Bernard Radler, Černá Hora Refresh brusinka + grep, PardálOVO bezové, Holba horské byliny, Rebel Grep & citron – wytwarzane w Czechach
- Warka Radler, Okocim Radler, Tyskie Radler, Kustosz Radler, Łomża Radler – wytwarzane w Polsce

## Radlery bezalkoholowe
- Birell Malina & limetka, Bernard Švestka s čistou hlavou, Bernard Višeň s čistou hlavou, Zlatopramen Radler 0,0% grapefruit & rozmarýn, Zlatopramen Radler 0,0% Tmavá višeň, Zlatopramen Radler Herbal 0,0% Levandule černý rybíz, Zlatopramen Radler Herbal 0,0% Citrón bezový květ máta Litovel Pomelo, Litovel Černý citron - wytwarzane w Czechach